# パステル作戦
パステル作戦（Operation Pastel）は、太平洋戦争末期において連合国軍によって計画されていた大日本帝国本土への侵攻作戦（ダウンフォール作戦）の一環として行われる予定だった南九州上陸（オリンピック作戦）の欺瞞行動である。連合国軍の次の作戦目標を中国大陸・上海周辺と見せかけ、日本軍の兵力をそちらに誘導する計画であった。
1945年7月頃より検討が開始され、1945年10月に中国大陸・上海周辺および日本本土・高知県沿岸において欺瞞行動としての上陸作戦を行う陽動作戦であったが、日本の降伏・終戦により、実行はなされなかった。